# 蘇志樂
蘇志樂（So Chi Lok，1989年11月12日—），生於香港，香港籃球運動員，擔任得分後衛，現效力香港甲一籃球聯賽球隊晉裕。

## 籃球生涯
蘇志樂生於香港，於中學時開始接觸籃球，於2012年加盟甲一球隊遊協，並在7月15日的名次賽，取得全場最高的15分，協助球隊以85–77力壓安青成功護級，到2015年9月轉會升班馬南青，並在2017年3月17日對飛鷹的銀牌賽事，在完場前6秒上籃得手，協助南青以82–80反勝。直到2017年9月加盟香港史上首支職業籃球隊東方，圓職業籃球員夢，並轉型打得分後衛，隨隊參與東南亞職業籃球聯賽，而他於2017年12月18日作客台灣寶島夢想家的聯賽，首度為東方登場，即貢獻2分，協助球隊以120–97勝出，兼打破ABL史上單場最高得分紀錄。
也有做籃球教練

## 個人生活
蘇志樂每場比賽都會穿不同顏色的鴛鴦籃球鞋，代表自己的態度，因為一隻色的鞋代表自己，而另一隻色的鞋代表支持和曾幫助他的人，蘇志樂為了感謝他們，特意穿著鴛鴦鞋去比賽，就像有班老師和朋友在背後支持在場上並肩作戰，而他更被球迷稱為「造型王」。

## 外部連結
- 蘇志樂在fiba.basketball（英语）
- 蘇志樂在Eurobasket.com（球員）（英语）
- 蘇志樂在RealGM（英语）
- 蘇志樂在Proballers（英语）
- ABL官網球員註冊資料